# 妻をめとらば〜晶子と鉄幹〜
『妻をめとらば〜晶子と鉄幹〜』（つまをめとらば あきことてっかん）は、2007年7月28日から8月20日に明治座で公演された舞台劇。原作はマキノノゾミ『MOTHER－君わらひたまふことなかれ』。脚本はマキノノゾミ・鈴木哲也。演出は宮田慶子。主演は藤山直美・香川照之。

## 上演記録
明治座（2007年7月28日 - 8月20日）。全35回公演。

## 主なキャスト
- 与謝野晶子:藤山直美
- 与謝野寛(鉄幹):香川照之
- 北原白秋:太川陽介
- 平塚明子(雷鳥):山本未來
- 石川啄木:岡本健一
- 平野萬里:山田純大
- 佐藤春夫:木下政治
- 石川カツ(啄木の母):松金よね子
- 千代:岩崎ひろみ
- 管野須賀子:匠ひびき
- 安土兵助:小宮孝泰
- 八百源:曽我廼家玉太呂
- 蕪木貴一郎:横掘悦夫

## あらすじ
舞台は明治42年（1907年）から大正2年（1913年）にかけての5年間の物語で、与謝野家の引っ越し風景からはじまる。そんな夫妻をとりまくのは、石川啄木、北原白秋、平野萬里に佐藤春夫、さらに管野須賀子に平塚雷鳥と、いずれも現代に名を残す歌人ばかり。文化人として名を馳せる彼らが、作品の中ではお金がないと嘆き、嫁姑問題に悩み、道ならぬ恋に苦み、実に人間味を帯びて描かれている。亡くなったはずの人が幽霊となって度々登場したり、子供が次々に生まれたりと、実にテンポよく進む。公演当時は出演中の岩崎ひろみが第一子を妊娠中であった。
また子沢山の与謝野家の子供たちを演じるために多くの子役が出演し、さらに成長した姿を描いているため一人二役を演じていた。

## 子役一覧
- 八百源の息子・ヒカル(成長後)：金子尚太郎・薄衣峻平
- ヒカル(成長前)・シゲル(成長後)：松本頼・新井雄貴
- シゲル(成長前)・リン(成長後)：早川恭崇・小林海人[2]。
- ヤツオ(成長前)：宮永歩海・三浦三奈
- ナナセ(成長前)：千葉真子・木村心静
- リン(成長前)・サホコ：石井晏璃・豊澤汐凪
- ヤツオ(成長後)：川原弓佳・芥川結香
- ナナセ(成長後)：森田結海・加藤綾香

（いずれもダブルキャスト）